# Territoriale prelatuur Isabela
De territoriale prelatuur Isabela (Latijn: Praelatura Territorialis Isabellapolitana) is een rooms-katholieke territoriale prelatuur met als zetel Isabela, op de Filipijnen. De territoriale prelatuur is suffragaan aan het aartsbisdom Zamboanga. 

## Geschiedenis
De territoriale prelatuur werd opgericht op 12 oktober 1963, uit delen van het aartsbisdom Zamboanga. 

## Parochies
De territoriale prelatuur had in 2021 een oppervlakte van 1.359 km2 en telde 444.820 inwoners waarvan 28,9% rooms-katholiek was.

## Prelaten
- José María Querejeta Mendizábal (24 oktober 1963 - 28 januari 1989)
- Romulo Tolentino de la Cruz (28 januari 1989 - 8 januari 2001; coadjutor sinds 17 december 1987)
- Martin Sarmiento Jumoad (21 november 2001 - 4 oktober 2016)
- Leo Magdugo Dalmao (25 maart 2019 - heden)

## Galerij van afbeeldingen

Wapen van de territoriale prelatuur

Zamboanga (aartsbisdom) · Ipil · Isabela (territoriale prelatuur)